# Heteragrion valgum
Heteragrion valgum är en trollsländeart som beskrevs av Donnelly 1992. Heteragrion valgum ingår i släktet Heteragrion och familjen Megapodagrionidae. Inga underarter finns listade i Catalogue of Life.